# Lacrime (album)
(Lacrime)
Lacrime è il sedicesimo album di Mia Martini, pubblicato nel 1992 dalla Fonit Cetra.

## Descrizione
L'album venne presentato al Festival di Sanremo 1992, attraverso il brano Gli uomini non cambiano (giunto al 2º posto).
Biagio Antonacci scrive Il fiume dei profumi, Mimmo Cavallo firma Dio c'è e Il mio oriente, mentre ritroviamo Enzo Gragnaniello con Scenne l'argiento.
Uomini farfalla di Maurizio Piccoli è un brano molto affascinante, giocato sul tema dell'omosessualità, e che la cantante avrebbe voluto presentare proprio al Festival.
Lacrime ottenne un buon successo commerciale, classificandosi tra i dieci album più venduti nelle settimane successive al Festival di Sanremo 1992. Ad oggi conta circa 100 000 copie vendute.

## Tracce
1. Gli uomini non cambiano – 4:07 (Giancarlo Bigazzi, Marco Falagiani, Beppe Dati)
2. Dio c'è – 4:58 (Mimmo Cavallo)
3. Uomini farfalla – 4:31 (Maurizio Piccoli)
4. Il fiume dei profumi – 5:11 (Biagio Antonacci)
5. Lacrime – 5:28 (testo: Gianna Albini, Alessandro Baldinotti – musica: Giancarlo Bigazzi, Paolo Hollesch)
6. Il mio oriente – 5:09 (Mimmo Cavallo)
7. Versilia – 5:01 (testo: Alessandro Baldinotti – musica: Paolo Hollesch)
8. Scenne l'argiento – 6:02 (Enzo Gragnaniello)

## Formazione
- Mia Martini – voce
- Massimo Barbieri – programmazione
- Marco Falagiani – tastiera, programmazione, pianoforte, batteria elettronica
- Goffredo Orlandi – programmazione
- Eugenio Mori – timpani
- Maurizio Tirelli – tastiera, programmazione, pianoforte
- Simone Papi – tastiera, programmazione
- Chicco Gussoni – chitarra
- Fabio Coppini – tastiera
- Serse May – tastiera, programmazione
- Paolo Bianchi – batteria
- Carmelo Isgrò – basso
- Paolo Carta – chitarra
- Maurizio Dei Lazzaretti – batteria
- Francesco Puglisi – basso
- Riccardo Galardini – chitarra
- Enzo Gragnaniello – chitarra acustica, cori, programmazione, batteria elettronica, tastiera
- Rino Zurzolo – basso
- Roberto Ciscognetti – batteria
- Peppe Sannino – percussioni, cori
- Luciano Mitillo – contrabbasso
- Tiziano Castelvetro – violino
- Paolo Coluzzi – violino
- Alessandra Piombo – violino
- Willy Amadori – violino
- Maela Granziero – violino
- Luigi Bortolani – violino
- Laura Sarti – violino
- Davide Dondi – violino
- Larissa Aliman – violino
- Nicholas Myall – violino
- Razwan Aliman – violino
- Patrizia Di Paolo – viola
- Noris Borgonelli – viola
- Barbara Ostini – viola
- Vittorio Piombo – violoncello
- Antonio Mostacci – violoncello
- Hugo Tagliavini – violoncello
- Matteo Campagnini – oboe
- Marco Zurzolo – flauto, cori
- Marco Ferrari – ciaramella
- Gianni Sanjust, Mimmo Cavallo, Alfonso D'Amora, Bruno Bruni, Laura Landi, Danilo Amerio, Moreno Ferrara – cori

## Dedica
Agli uomini… di buona volontà

## Ringraziamenti
Rosanna e Giorgio Armani, Gabriella Invernizzi per Citroën Italia S.p.A. Enzo Gragnaniello, Mimmo Cavallo, Biagio Antonacci, Bigallo's Band, Gianna Bigazzi, Adele Di Palma, Letizia e Guido Harari, Flora Sala, Alberto Santini e il Fax, il personale degli alberghi e delle autostrade, Laura e Giuliana, il detersivo Clean (che non è ancora stato inventato), Mario e Augusto, Sergio Poggi, Giovanni Sanjust

## Classifiche

### Classifiche settimanali
| Classifica (1992) | Posizione massima |
| ----------------- | ----------------- |
| Italia            | 4                 |